# Hitoshi Nakata
Ne pas confondre avec le footballeur japonais Hidetoshi Nakata.
Hitoshi Nakata (中田 仁司, Nakata Hitoshi) est un footballeur japonais né le 17 janvier 1962, reconverti entraîneur.

## Palmarès de joueur
- Finaliste de la Coupe du Japon en 1985 et 1988